# Manuel Blancafort i de Rosselló

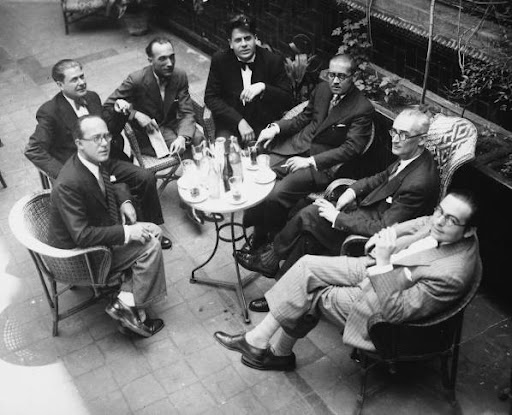
Unabhängige Komponisten Kataloniens (CIC). Von links nach rechts: Robert Gerhard, Agustí Grau, Joan Gibert Camins, Eduard Toldrà, Manuel Blancafort, Baltasar Samper und Ricard Lamote de Grignon. Auf dem Bild fehlt Frederic Mompou. (1931)

Manuel Blancafort i de Rosselló (* 12. August 1897 in La Garriga; † 8. Januar 1987 in Barcelona) war ein katalanischer Komponist. Manuel Blancafort wird zu den Unabhängigen Komponisten Kataloniens (CIC) gezählt.

## Leben und Werk

### Familie und Freunde
Manuel Blancafort konnte als Kind in einer wohlhabenden Familie frühzeitig Beziehungen zu großen Persönlichkeiten aus Politik und Kultur aufbauen. Sein Vater lehrte ihn das musikalische Notationssystem und führte ihn an das Klavier heran. Auf der Basis von Freundschaft und Bekanntschaft mit verschiedenen Persönlichkeiten im Kurort La Garriga entwickelte Blancafort seine autodidaktisch ausgerichtete Persönlichkeit vor allem in Richtung auf die Musik. Die Notwendigkeit, in der elterlichen Mühle als Kind mitzuarbeiten, verschaffte ihm Kontakte zu großen katalanischen Musikern wie Ricard Lamote de Grignon, Felip Pedrell, Antoni Massana und Jaume Pahissa.

### Künstlerische Frühphase
Die Bekanntschaft mit Frederic Mompou im Kurort La Garriga 1914 ließ den jungen Mann seine kompositorischen Positionen überdenken. Aus dieser Begegnung heraus erwuchs eine tiefe Freundschaft, die Blancafort veranlasste, seine ersten Werke wie Record (1915, Erinnerung) und Jocs i danses al camp (1915–1918, Spiele und Tänze auf dem Feld) öffentlich aufzuführen. Über die Freundschaft mit Mompou vermittelt erlangten Blancaforts frühe Klavierwerke eine an Claude Debussy und Erik Satie erinnernde Musiksprache. Diese früh ausgeprägte Klaviersprache von Blancafort wurde mit der Uraufführung seiner zwischen 1920 und 1924 komponierten Werke, interpretiert von Ricard Viñes 1926 in Paris, international anerkannt und gewürdigt. Seine Bekanntschaft mit Joan Lamote de Grignon eröffnete ihm auch das Feld der Orchestermusik.
Blancafort emanzipierte sich künstlerisch zunehmend und wurde nicht mehr nur neben Mompou als zweiter Vertreter der französischen Musikästhetik in Katalonien wahrgenommen. Die Uraufführung des Orchesterwerkes Der Raub der Sabinerinnen (1931) durch Pau Casals 1932 offenbarte erstmals die Tiefe von Blancaforts künstlerischer Persönlichkeit, die in diesem Werk Verbindungen zur klassischen Tradition, genauer zum Hauptthema von Beethovens Sinfonie Nr. 5, op 67, zur Schicksalssinfonie, aufnahm.

### Künstlerische Reife
Nach dem Spanischen Bürgerkrieg wandte sich Blancafort primär dem sinfonischen Genre zu. 1944 brachte er sein Erstes Klavierkonzert in c-Moll, das Concert omaggio al genial Franz Liszt (Konzert, gewidmet dem genialen Franz Liszt) zur Uraufführung. Obwohl ihm von der Kritik zu viel postromantischer Einfluss vorgehalten wurde, wurde dieses Werk ein großer Erfolg. Diesem ersten Konzert folgten weitere wichtige Orchesterwerke wie das Präludium, Arie und Gigue (Uraufführung 1948), das Concert ibèric (Uraufführung 1950) und die Sinfonie in e-Dur (Uraufführung 1951). In diesen Werken ging Blancafort deutlich über die französische Musikästhetik hinaus und errang sich einen eigenständigen Platz unter Komponisten der klassischen Musiktradition wie Maurice Ravel, Manuel de Falla, Igor Stravinsky, Arthur Honegger, Edvard Grieg, Claude Debussy, Frederic Mompou, Benjamin Britten, Paul Hindemith und anderen, so die Einschätzung des Musikwissenschaftlers Xosé Aviñoa.
Blancafort wirkte auch als Komponist für Kammer- und Chormusik. Bemerkenswert ist hier seine für gemischten Chor und Orchester geschriebene Kantate Verge Maria (1965, Die Jungfrau Maria), mit der er den ersten Preis des Orféo Català gewann. Er kommt hier religiösen Werken von Francis Poulenc sehr nahe. In der Kammermusik sticht sein Streichquartett in c-Dur, in dem er einige Kinderlieder verarbeitete, deutlich heraus. Blancafort schrieb Musik auf einige Texte katalanischer Schriftsteller und Dichter wie Joan Maria Guasch, Josep Maria López-Picó, Apel·les Mestres, Josep Carner, Marià Manent und Tomàs Garcés.